# Rami Jridi
Rami Jridi (ar. فروع جاريد, ur. 25 kwietnia 1985 w Tunisie) – tunezyjski piłkarz grający na pozycji bramkarza. Od 2024 roku jest zawodnikiem klubu EGS Gafsa.

## Kariera klubowa
Swoją karierę piłkarską Jridi rozpoczął w klubie Espérance Tunis. W sezonie 2006/2007 zadebiutował w nim w pierwszej lidze tunezyjskiej. W 2007 roku zdobył z nim Puchar Prezydenta Tunezji. Latem 2007 odszedł do Espérance Zarzis, a następnie co pół roku zmieniał klub. Wiosną 2008 grał w EOG Kram, jesienią 2008 - w Jendoubie Sport, a wiosną 2009 - w EGS Gafsa.
Latem 2009 roku Jridi przeszedł do Stade Tunisien. Występował w nim przez 2,5 roku i na początku 2012 roku przeszedł do CS Sfaxien. Grał w nim do 2018 roku. W sezonie 2012/2013 został z nim mistrzem Tunezji. W 2018 wrócił do Espérance Tunis i w sezonach 2018/2019 i 2019/2020 wywalczył z nim dwa mistrzostwa kraju. W latach 2020-2022 występował w AS Soliman, w sezonie 2022/2023 - w Olympique Sidi Bouzid, a w sezonie 2023/2024 - w Lubumbashi Sport. W 2024 przeszedł do EGS Gafsa.
| Sezon   | Klub                  | Kraj                          | Rozgrywki | Mecze | Bramki |
| ------- | --------------------- | ----------------------------- | --------- | ----- | ------ |
| 2006/07 | Espérance Tunis       | Tunezja                       | LP 1      | 6     | 0      |
| 2007/08 | Espérance Zarzis      | Tunezja                       | LP 1      | 2     | 0      |
| 2007/08 | EOG Kram              | Tunezja                       | LP 2      | 12    | 0      |
| 2008/09 | Jendouba Sport        | Tunezja                       | LP 1      | 1     | 0      |
| 2008/09 | EGS Gafsa             | Tunezja                       | LP 1      | 3     | 0      |
| 2009/10 | Stade Tunisien        | Tunezja                       | LP 1      | 24    | 0      |
| 2010/11 | Stade Tunisien        | Tunezja                       | LP 1      | 26    | 0      |
| 2011/12 | Stade Tunisien        | Tunezja                       | LP 1      | 7     | 0      |
| 2011/12 | CS Sfaxien            | Tunezja                       | LP 1      | 24    | 0      |
| 2012/13 | CS Sfaxien            | Tunezja                       | LP 1      | 10    | 0      |
| 2013/14 | CS Sfaxien            | Tunezja                       | LP 1      | 27    | 0      |
| 2014/15 | CS Sfaxien            | Tunezja                       | LP 1      | 27    | 0      |
| 2015/16 | CS Sfaxien            | Tunezja                       | LP 1      | 30    | 0      |
| 2016/17 | CS Sfaxien            | Tunezja                       | LP 1      | 24    | 1      |
| 2017/18 | CS Sfaxien            | Tunezja                       | LP 1      | 15    | 0      |
| 2018/19 | Espérance Tunis       | Tunezja                       | LP 1      | 17    | 0      |
| 2019/20 | Espérance Tunis       | Tunezja                       | LP 1      | 5     | 0      |
| 2020/21 | AS Soliman            | Tunezja                       | LP 1      | 0     | 0      |
| 2021/22 | AS Soliman            | Tunezja                       | LP 1      | 7     | 0      |
| 2022/23 | Olympique Sidi Bouzid | Tunezja                       | LP 1      | 23    | 0      |
| 2023/24 | Lubumbashi Sport      | Demokratyczna Republika Konga | Linafoot  | ?     | ?      |

## Kariera reprezentacyjna
W reprezentacji Tunezji Jridi zadebiutował w 2011 roku. W 2012 roku został powołany do kadry na Puchar Narodów Afryki 2012.